# UCI Oceania Tour 2013
L'UCI Oceania Tour 2013 és la novena edició de l'UCI Oceania Tour, un dels cinc circuits continentals de ciclisme de la Unió Ciclista Internacional. Està format per tres proves, organitzades entre el 23 de gener i el 17 de març de 2013 a Oceania.

## Calendari de les proves

### Gener
| Data  | Cursa                     | Cat. | Vencedor     | Equip                               |
| ----- | ------------------------- | ---- | ------------ | ----------------------------------- |
| 25-29 | New Zealand Cycle Classic | 2.2  | Nathan Earle | Huon Salmon-Genesys Wealth Advisers |

### Març
| Data | Cursa                                 | Cat. | Vencedor      | Equip                    |
| ---- | ------------------------------------- | ---- | ------------- | ------------------------ |
| 14   | Campionat d'Oceania de contrarellotge | CC   | Paul Odlin    | Selecció de Nova Zelanda |
| 17   | Campionat d'Oceania en ruta           | CC   | Cameron Meyer | Selecció d'Austràlia     |

## Classificacions
- Font: UCI Oceania Tour Arxivat 2011-02-05 a Wayback Machine.

| Pos. | Ciclista                 | Equip               | Punts |
| ---- | ------------------------ | ------------------- | ----- |
| 1.   | Damien Howson (AUS) *    | -                   | 86    |
| 2.   | Nathan Earle (AUS)       | Huon Salmon-Genesys | 68    |
| 3.   | Benjamin Dyball (AUS)    | Huon Salmon-Genesys | 64    |
| 4.   | Neil van der Ploeg (AUS) | -                   | 54    |
| 5.   | Jack Anderson (AUS)      | Budget Forklifts    | 44    |
| 6.   | Adam Phelan (AUS) *      | Drapac              | 31    |
| 7.   | William Walker (AUS)     | Drapac              | 30    |
| 8.   | Joseph Cooper (NZL)      | Huon Salmon-Genesys | 28    |
| 9.   | Paul Odlin (NZL)         | -                   | 25    |
| 10.  | Michael Torckler (NZL)   | Bissell             | 25    |

| Pos. | Equip                               | País            | Punts |
| ---- | ----------------------------------- | --------------- | ----- |
| 1.   | Huon Salmon-Genesys Wealth Advisers | Austràlia       | 209   |
| 2.   | Budget Forklifts                    | Austràlia       | 81    |
| 3.   | Drapac                              | Austràlia       | 79    |
| 4.   | Bissell                             | Estats Units    | 30    |
| 5.   | Bontrager                           | Estats Units    | 16    |
| 6.   | OCBC Singapore Continental          | Singapur        | 15    |
| 7.   | Node4-Giordana Racing               | Regne Unit      | 15    |
| 8.   | NetApp-Endura                       | Alemanya        | 8     |
| 9.   | Thüringer Energie                   | Alemanya        | 2     |
| 9.   | Champion System                     | R.P. de la Xina | 2     |

| Pos. | País         | Punts |
| ---- | ------------ | ----- |
| 1.   | Austràlia    | 628   |
| 2.   | Nova Zelanda | 174   |

| Pos. | País         | Punts |
| ---- | ------------ | ----- |
| 1.   | Austràlia    | 185   |
| 2.   | Nova Zelanda | 29    |